# HC Falcons Bressanone
Le Hockey Club Falcons Bressanone (en allemand : Hockey Club Falcons Brixen) est un club de hockey sur glace basé à Bressanone dans le Trentin-Haut-Adige en Italie. Il évolue dans l'IHL, le deuxième niveau italien.

## Historique
Le club est fondé en 1987 sous le nom de Hockey Club Fana Ghiaccio. Il prend rapidement le nom de Hockey Club Bressanone. Il évolue dans l'IHL, le deuxième niveau italien.

## Palmarès
- Vainqueur de l'Italian Hockey League - Division I: 2018.